# AIR (2005年電影)
《AIR》是於2005年推出、總長91分鐘之日本動畫電影，故事內容參考Key所推出的視覺小說遊戲《AIR》而成。電影由曾製作《小拳王》動畫版本的出崎統擔任電影導演、由中村誠擔任故事的劇本作家，並且由東映動畫負責動畫的製作部分。儘管電影原本是計畫於2004年秋季首映，但是之後意外延遲並且到2005年2月5日才首次於日本上映。在故事內容上電影版本重新詮釋了《AIR》遊戲的故事劇情，並且以神尾觀鈴作為故事路線的主要女主角。內容描述國崎往人原本打算趁著夏日節慶於小鎮內赚取些微報酬，然而在來到這個小鎮的第一天便遇到了身患怪病神尾觀鈴。兩人很快便成為了好友，並且為了完成暑期的自由研究作業而接觸到「翼人傳說」，這使得1,000年以前所發生的古老傳說也漸漸與兩人的故事重新交織起來。

## 劇情
以表演玩偶維生的青年國崎往人（綠川光配音）為了賺取收入而來到一個海邊的小鎮，希望能夠趁著暫時待在小鎮的夏日慶典期間展開表演活形成；與此同時鮮少出現在學校的神尾觀鈴（川上倫子配音）在和老師討論暑假作業後離開學校，在受到夏日慶典啟發使得她決定以小鎮歷史為題材，並且找了一本記述有翼人神奈備命（西村千奈美配音）故事的書籍。在海灘上騎腳踏車跌倒的觀鈴與往人第一次見面後，不久之後於路上再度碰見的兩人一同到小鎮各處拍照，結束暑假作業一天的實地考察後觀鈴邀請沒有居所的往人住她家，之後遇見了酒醉但仍騎著摩托車的神尾晴子（久川綾配音）。到了第二天開始往人繼續和觀鈴在小鎮各地進行實地考察，而晚上則是與晴子喝酒並且經常喝到隔天早上。
而在電影之中也穿插著神奈備命的故事情節，其中神奈隨著故事的發展開始逐漸愛上了自己的護衛柳也（神奈延年配音），但是也發現了只要自己離開軟禁自己的結界外時將會被處死。之後兩人發展成為戀人關係，而柳也也決定要協助神奈逃脫囚禁並且飛到出生時便已經失散的母親身旁。但是由於神奈此時已經愛上了柳也並且將其心意告訴了柳也，這使得身體受到詛咒影響而大幅惡化。為此柳也帶著神奈逃離守衛的監視並且與其他守衛展開了交戰。儘管神奈成功地飛上了天空，但是一方面柳也在看著神奈飛翔之後遭到守衛從背後刺殺，而神奈的母親則是強行從牢房出來想看見自己女兒飛翔時遭到守衛殺害。最後飛翔在天空中的神奈也隨即遭到守衛以大量弓矢射殺，但是神奈的遺體並沒有掉至地面上而是一直在天空中繼續飛翔著。
而在觀鈴向往人表白之後其罹患的神秘疾病開始惡化，這使得回憶起過去片段的往人在感情掙扎之下決定離開觀鈴身邊，期望藉此因為萌發愛情而受苦的觀鈴其病情能夠獲得舒緩。與此同時儘管觀鈴十分期待參加之後的慶典活動，但是晴子則悄悄地安排觀鈴的父親橘敬介送觀鈴去醫院治療。當觀鈴的父親到達並且準備接走觀鈴時，晴子為了徹底斷絕關係而告訴觀鈴自己是因為已經不想再見到由於疾病而越趨虛弱的觀鈴身影才叫其父親接走她，而這件事情也使得觀鈴飽受震驚。不過在觀鈴被其父親的車子載走之後，晴子也倒了下來並且開始哭泣。之後原本要離去的往人在公車站牌前想到自己最初來到小鎮的目的是賺錢而又重新回到慶典中，而觀鈴則是趁著車子被參加慶典的群眾卡住時悄悄地溜出去。觀鈴突然消失的舉動使得其父親和晴子趕忙地找尋其身影，而在慶典上晴子恰巧看見正在表演的往人而告訴他這件事。
儘管往人一開始並不想再干涉此事，然而最後仍然是奮不顧身地於慶典各處尋找觀鈴。最後在寺廟中找到了觀鈴，並且抱緊她且告訴觀鈴他也喜歡著她，之後在與晴子會合之後三個人一同回到原本的家中。之後往人與晴子仍然決定將觀鈴送往醫院治療，而在離開之前觀鈴先是說要剪掉頭髮，之後又要求三個人一同去海邊。到了海邊之後原本身體虛弱到需要往人背的觀鈴突然站起來，並且嘗試走到自己生命中最為重要的往人與晴子身旁，在到達兩人的懷中之後觀鈴倒了下去並且死去。往人之後再度展開了流浪之旅，並且承諾將會在她身邊出現並且未來一直陪伴著她。

## 發展

### 電影製作
《AIR》電影版在製作時，作為原作者的Key便允許劇本編寫者中村誠與導演出崎統參考原本遊戲「Summer篇」和「Air篇」的劇情，另外創作劇本而編寫出「另一個AIR」的故事劇情。但儘管如此中村誠仍然對於90分鐘內播放所有《AIR》的故事感到憂心，這也讓他在編寫故事草稿時總共寫了10幾本不同內容的劇本以作參考，而為了能夠確定製作內容也多次與麻枝准會面並交流意見。而在DVD「典藏版」所附的介紹手冊中，中村誠表示劇情花了整整一年的時間才提出，其中製作想法以及意見便幾乎等同3本大學生的厚重筆記。
最後受到時間的限制使得電影版僅以女主角神尾觀鈴作為主要角色重新詮釋而成，在內容上也與注重親情的遊戲版本相比更加重視國崎往人與觀鈴之間的愛情關係，而其他遊戲中的登場角色則多是以配角登場。整個電影配樂除了以重新改編了《鳥之詩》、《青空》和《Farewell song》等遊戲作品的歌曲加以應用外，不過也有將數首新創作的歌曲添加到電影之中。其中Linda Hennrick作詞、羽岡佳作曲、岡崎雄二郎編曲以及河井英里演唱的新歌曲《IF DREAMS CAME TRUE》，便是作為《AIR》電影版本的片尾主題曲使用。

### 動畫差異
《AIR》電影版於與《AIR》系列動畫在內容上本身就與作為原作的視覺小說遊戲《AIR》內容有所不一致處，而兩部動畫作品之間也的詮釋方式也彼此有所差異，包括故事情節、角色設計與人物設計等存在有不同之處。其中電視動畫遵循著原來視覺小說的故事情節發展，但是電影版本受到時間限制而更為自由且明顯地表現出國崎往人與神尾觀鈴之間的戀愛關係，同時也省略了原作中轉世成為烏鴉的劇情。不過儘管電影版本大幅更動了原本的故事內容，除了一方面大體上人的設定並沒有很大差異之外，另一方面在最後場景之處與視覺小說和電視動畫的呈現方式極為相近。
其中往人在態度上比起電視動畫還更顯得憤世嫉俗並且陰沉許多，而由於動畫的繪製風格以及由與系列動畫不同聲優配音的影響使得電影版本的角色顯得更為年長許多。而不同於電視版本中往人的人偶表演遲遲無法取悅兒童，在電影故事之中人偶表演則大大地受到歡迎並且成功地為其賺取到收入。而在電視劇情之中並沒有特別暗示往人即為柳也的轉世，但是在電影版本中除了故事安排上極為明確外，同時電影版本中的往人仍然記得過去的事情並且認為辜負了有神奈備命的期望。另外在電視系列動畫中名為「空」的烏鴉是實際上往人的輪迴轉世，然而在電影版本之中空僅僅是觀鈴的鳥類朋友，主要是為了延續「在天空飛行」的主題而且往人之間也並沒有明顯地連結關係，不過在故事後半段則成為往人思考與觀鈴關係的重要因素。
和電視動畫相比，電影中的神尾晴子與觀鈴有著更為親密的互動。儘管晴子有時候會顯著不負責任，但是她仍然將觀鈴當作自己的女兒般照顧；相比之下電視動畫版本電視劇晴子則是故意和觀鈴保持著一定距離，除非絕對必要否則兩者很少交流。而在電影中觀鈴僅僅只說過一次口頭禪「嗄喔」（ガオ），同時在性格上也顯得更加成熟並且能夠輕鬆與其他不知如何和她溝通的同學們對話。而故事中所罹患的疾病也不是原本所設定的當她長喜歡上某人時將會無法控制地痛哭，而是如同字面般地單純身體不適的病症，這包括有嘔吐以及後來的高燒等。而關於治療部分也更為符合真實情況，包括向醫生諮詢病情以及提到是否要住院等處理方式。
而在過去故事中包括神奈、柳也和裏葉的詮釋也有所不同，其中和電視動畫相比三人之間的關係更為融洽許多。而裏葉在電影中主要是作為陪襯角色而並未與柳也發展出任何浪漫關係，相反地在電影中柳也和神奈則是明顯為戀人的關係，相比之下電視版本中一直到神奈逝世後柳也才確認了其對於神奈的感情。而原先電視動畫中出現的佛教比丘的詛咒則被取消，在電影中僅簡單地提到由於翼人長期遭到詛咒使得神奈於天空中喪生後遺體就沒有掉至地面。在電影中柳也並沒有成功逃出包圍而遭到殺害，因此無法確認他是否與往人之間有著血緣關係。另外柳也在電影中的外型設計也有所不同，一部分原因可能為在電影中將封建時期的故事以古老傳說的方式展開，這使得柳也在設計上便是參考古老日本繪畫的風格加以延伸而成。
而在視覺小說和電視動畫中同樣為主要女主角的霧島佳乃和遠野美凪，到了電影之中則是成為了只出現極短時間的背景角色。而同樣在故事中扮演重要角色的小滿，在電影之中則是成為了看往人人偶表演的小孩之一。而佳乃的姊姊霧島聖同樣是於小鎮的診所中擔任醫生，並且在電影中不斷觀察著觀鈴的病情發展並且提供醫療建議，相對地在電視動畫中她則對觀鈴的疾病並沒有提供任何幫助。不過儘管《AIR》電影版本中有許多更動之處，然而大體上來講主要的整體架構並沒有變更太多。而在電影故事最後除了往人仍然是以人類外表陪伴在觀鈴旁有所差異外，在最後場景中便與電視動畫以及視覺小說的呈現方式頗為相似。

## 推出

### 家庭媒體

《AIR》電影原聲帶《AIR Movie Soundtrack》封面。

在2005年6月2日至6月16日期間，安利美特在DVD光碟發售之前在網際網路上推出了30分鐘長度的電影短片。到了2005年8月5日時則一次推出3種DVD光碟版本進行銷售，分別是動畫電影的「典藏版」、「特別版」以及「普通版」光碟，三者無論是在套殼包裝或者是電影DVD光碟封面上都有不同的設計。其中在「典藏版」之中附加了402頁包含詳細故事介紹與場景草稿的電影介紹手冊與另外一片儲存有4支宣傳影片和電影廣告影片的DVD光碟，在「特別版」之中則是包含有廣播劇與12首歌曲的62分鐘長度CD光碟、以及收錄總長共40分鐘、4首管弦樂團演奏之電影配樂版本的CD光碟《神話的邀請》，兩者在價錢上都是定在9,500日圓。但是在「普通版」之中便只單純販售動畫電影的DVD光碟，其販售價格上也另外定在6,800日圓。
北美地區部分，ADV Films以20,000美元的價格獲得《AIR》電影英語版本的代理權，並且在2007年12月11日於北美地區正式發售。ADV Films在2008年7月陸續將其轄下的動畫授權轉交給Funimation Entertainment後，便改由Funimation Entertainment負責在北美地區銷售動畫電影。2009年4月21日，Funimation Entertainment另外推出自己包裝版本的《AIR》動畫電影販售。另外在《CLANNAD》劇場版推出之後，安利美特則在自家網站上分三段重新上映《AIR》電影版本的內容來作為紀念權。

### 原聲音樂
除了在2005年8月5日銷售的《AIR》電影特別版DVD光碟中，附贈了以交響曲演奏為主的《神話的邀請》CD光碟。在更早之前，《AIR》電影版便與Frontier Works合作於2005年3月25日推出電影原聲帶《AIR Movie Soundtrack》。其中在《AIR Movie Soundtrack》一共收錄了由日本作曲家周防義和所編寫創作的23首電影原聲音樂，其中有20首歌曲是被用來作為電影的背景配樂。而原聲帶所收錄的最後一首歌曲、同時也被拿來作為電影主體曲的《IF DREAMS CAME TRUE》，則是周防義和參考了視覺小說遊戲原聲專輯《AIR Original SoundTrack》裡的《兩個人》（ふたり）所另外改編而成的歌曲，並且交由創作歌手河井英里進行演唱。

## 評價
| 媒体      | 得分   |
| --------- | ------ |
| ANN       | 7.431  |
| World Art | 8.3/10 |

電影版本方面，則由於故事大幅改編而未跟循遊戲發展，使得部分《AIR》原作的愛好者對出崎統和中村誠有所爭議，甚至出崎統的官方網站還多次遭到惡意留言破壞，而許多網路論壇和BBS上也出現了對於作品表示不滿的聲音。不過儘管在票房收入上並沒有如預期的吸引大量愛好者觀賞，整體而言《AIR》電影版仍然在日本各地的小型劇院中獲得一定收益，一部分劇院甚至在首映過後2天中午前便將電影票售完。而在《CLANNAD》電影版本推出時，再度擔任監督的出崎統則曾經表示「想要以此作為報復」，並且同樣在DVD光碟販售時安排有兩種特殊版本。
而在日本以外地區則常常將《AIR》電影版與《Kanon》動畫相比，認為東映動畫的製作能力仍然較京都動畫遜色，其中作為評論家之一的克里斯·貝弗里奇（Chris Beveridge）便提到：「關於這部動畫電影，最讓我感到著迷的是它仍擁有著一般水準的作畫質量。在許多精細的配色和細節部分讓視覺效果表現不錯，但是整體佈局這一部分就與電視系列動畫的安排還要薄弱了許多。京都動畫過去的確推出了許多讓我拍案叫絕的作品，但另一方面東映動畫似乎始終無法與之相匹敵。」不過貝弗里奇之後也在網站「Mania.com」提到：「如果你對於電視系列動畫不感興趣的話，電影已經將絕大部分相同內容以緊湊的方式呈現，且沒有失去真實的情感。」動畫新聞網評論家塞隆·馬丁（Theron Martin）則在看完電影後表示原本電視動畫中所呈現的是家庭之間情感的萌屬性，但是在電影之中則聚焦成為更加狹隘的愛情故事。

## 外部連結
- （日語）
- （日語）  （页面存档备份，存于）
- （英文） Air (2005) （页面存档备份，存于）
- （英文） Air (movie) （页面存档备份，存于）